# Oak Hill (Kansas)
Oak Hill é uma cidade localizada no estado americano de Kansas, no Condado de Clay.

## Demografia
Segundo o censo americano de 2000, a sua população era de 35 habitantes.
Em 2006, foi estimada uma população de 34, um decréscimo de 1 (-2.9%).

## Geografia
De acordo com o United States Census Bureau tem uma área de
0,1 km², dos quais 0,1 km² cobertos por terra e 0,0 km² cobertos por água.

## Localidades na vizinhança
O diagrama seguinte representa as localidades num raio de 28 km ao redor de Oak Hill.